# جوش داوكين
جوش داوكين (بالإنجليزية: Josh Dawkin)‏ (16 يناير 1992 في المملكة المتحدة - ) هو لاعب كرة قدم بريطاني في مركز الوسط. شارك مع منتخب ويلز تحت 17 سنة لكرة القدم ومنتخب ويلز تحت 19 سنة لكرة القدم. أما مع النوادي، فقد لعب مع كامبريدج يونايتد ونورويتش سيتي ونادي كيترينغ تاون وبرينتري تاون ونادي كامبريدج ستي وDunstable Town F.C. ‏ ولوستوفت تاون ‏.

## وصلات خارجية
- جوش داوكين على موقع قاعدة بيانات كرة القدم.إي يو (الإنجليزية)
- جوش داوكين على موقع Soccerbase.com (لاعب) (الإنجليزية)